# Multispinaspis monechmae
Multispinaspis monechmae är en insektsart som beskrevs av Abraham Munting 1969. Multispinaspis monechmae ingår i släktet Multispinaspis och familjen pansarsköldlöss. Inga underarter finns listade i Catalogue of Life.